# Granice Iranu
Iran posiada granice międzynarodowe z 13 suwerennymi państwami, zarówno na lądzie, jak i na morzu. Posiada łącznie 5894 km granic lądowych z 7 państwami: Irakiem, Turcją, Azerbejdżanem, Armenią, Turkmenistanem, Afganistanem i Pakistanem.

## Granice lądowe wg długości
- 1599 km z Irakiem[1]
- 1148 km z Turkmenistanem[1]
- 959 km z Pakistanem[1]
- 921 km z Afganistanem[1]
- 689 km z Azerbejdżanem[1]
- 534 km z Turcją[1]
- 44 km z Armenią[1]